# Proasellus
Proasellus é um género de crustáceo da família Asellidae.
Este género contém as seguintes espécies:
- Proasellus parvulus
- Proasellus slovenicus